# Zond–5
Zond–5 (oroszul: Зонд 5) szovjet űrhajó, a Zond sorozat tagja, a szovjet holdprogram holdrepülésre szánt Szojuz 7K–L1 típusú űrhajó személyzet nélküli tesztrepülése volt.

## Küldetés
A Szojuz űrhajó speciális változata, a holdraszállás emberi kísérletének előkészítése. Feladata repülés a Föld-Hold-Föld pályán, a visszatérő kabin földi leszállásának próbája, a Föld fényképezése a világűrből, biológiai kísérletek végrehajtása. Felépítése, kis eltéréssel programja megegyezett a Zond–4 űrhajóval.

## Jellemzői
1968. szeptember 14-én a Bajkonuri űrrepülőtér indítóállomásról egy Proton hordozórakétával (UR-500K) indították Föld körüli parkolópályára. Az orbitális egység parkolópályája 88,89 perces, 51,5 fokos hajlásszögű, elliptikus pálya-perigeuma 187 kilométer, apogeuma 219 kilométer volt. A start után 67 perccel hajtóművének beindításával, pályamódosítással a második kozmikus sebességet elérve indult a Hold felé. Pályaadatai segítették abban, hogy a Hold gravitációs hatását felhasználja visszatérésre.
Szeptember 17-én a Földtől 325 000 kilométerre pályakorrekciót végeztek, így szeptember 18-án a Hold mögött 1950 kilométerre repült el. A visszaúton 143 000 kilométerre újból pályakorrekciót végeztek, hogy az eredményes belépési folyamat biztosított legyen. Szeptember 21-én 90 000 kilométer távolságból magas minőségi fényképeket készített a Földről.
Első mesterséges égitestként visszatért a Földre. 1968. szeptember 21-én a visszatérő kapszula az Indiai-óceánra hagyományos – ejtőernyős leereszkedéssel – szállt le. Fedélzetén négy teknős, Drosophilák, bogarak, növényi magok (hagyma, Crepis, árpa), Chlorella és baktériumok is voltak, az első élőlények, melyek eljutottak a Hold közelébe és visszatértek a Földre. A repülés időtartama 6,7 nap volt.
A Zond–5 sikeres küldetése miatt a NASA úgy döntött, hogy az Apollo-program következő küldetését, az Apollo–8-at a Holdhoz küldi.

## Technikai adatok
- Energiaellátását akkumulátorok és napelemek összehangolt egysége biztosította.
- Tömege 5140 kilogramm, hossza 4,5 méter, átmérője 2,72-2,2 méter. A hengeres testhez kapcsolódó napelemeinek fesztávolsága 10 méter.
- Fő részei a visszatérő kabin és a műszaki egység.
  - A visszatérő kabin tartalma: rádió-vevőberendezés, akkumulátorok, hőszabályozó rendszer, tudományos műszerek, a kísérleti állatok és növények tartályai, nagy felbontóképességű fotóberendezés.
  - A műszaki egység tartalma: vezérmű, telemetriai, energiaellátó és orientációs rendszer, korrekciós és fékező hajtóművek, a hőszabályozás elemei, külső felületén a napelemek és a parabolaantenna.

## Külső hivatkozások

### Magyar oldalak
- Zond–5. atomki.hu. [2002. június 15-i dátummal az Szovjet és Orosz hold- és bolygókutató szondák eredetiből archiválva]. (Hozzáférés: 2012. december 24.)

### Külföldi oldalak
- Zond–5. lib.cas.cz. (Hozzáférés: 2012. december 24.)